# 다크 플레이스
《다크 플레이스》(영어: Dark Places)는 2015년 공개된 미국의 미스터리 영화로, 질 파케브레네르가 감독과 각본을 맡았다. 길리언 플린의 동명 소설이 원작이다. 샬리즈 세런, 크리스티나 헨드릭스, 니컬러스 홀트, 클로이 그레이스 머레츠 등이 출연하였다.
이 영화는 2015년 8월 7일 미국 전역에서 개봉되었다.

## 줄거리
아마추어 탐정 클럽인 “킬 클럽”의 멤버 라일(니컬러스 홀트 분)은 벤(코리 스톨 분)이라는 인물이 25년 전 엄마와 여형제 둘을 살해한 끔찍한 살인 사건에 의구심을 갖는다. 살인 사건의 유일한 생존자인 막내 리비(샬리즈 세런 분)를 찾아간 라일은 새로운 단서가 될 만한 증거를 제공해 주면 돈을 지불하겠다고 제안한다. 경제적으로 어려움을 겪던 리비는 돈을 받는 조건으로 잊고 지낸 그날의 기억을 되짚기 시작한다.
25년 전 벤(타이 셰리든 분)에겐 마약에 빠져 지내며 임신을 한 여자친구 디온드라(클로이 그레이스 머레츠 분)가 있었다. 동네 여자아이들을 성추행했다는 의심을 받던 벤은 집에서 돈을 훔쳐 도망칠 생각에서 살인 사건 당일 디온드라와 함께 집으로 향했는데...

## 출연진
- 샬리즈 세런 - 리비 데이 역
  - 스털링 제린스 - 어린 리비 데이 역
- 니컬러스 홀트 - 라일 워스 역
- 크리스티나 헨드릭스 - 패티 데이 역
- 코리 스톨 - 벤 데이 역
  - 타이 셰리든 - 어린 벤 데이 역
- 앤드리아 로스 - 디온드라 워츠너 역
  - 클로이 그레이스 머레츠 - 어린 디온드라 워츠너 역
- 숀 브리저스 - 러너 데이 역
- J. 러로즈 - 트레이 티파노 역
  - 섀넌 쿡 - 어린 트레이 티파노 역
- 제프 체이스 - 캘빈 딜 역
- 드레이아 더머테이오 - 크리시 케이츠 역
  - 애디 밀러 - 어린 크리시 케이츠 역
- 댄 휴잇 오언스 - 로버트 역
- 글렌 모샤워 - 짐 제프리스 역

## 기타 제작진
- 총괄 제작: 롭 웨스턴